# Ofelia Chapa Villarreal
Ofelia Chapa Villarreal (Pesquería, 18 de septiembre de 1918-Monterrey, 19 de febrero de 1973) fue una política y educadora mexicana. Es reconocida por ser la primera mujer diputada del Congreso de Nuevo León, estado en el que varias escuelas llevan su nombre como homenaje.

## Trayectoria
Egreso como maestra de educación primaria por la Escuela Normal Miguel F. Martínez en 1938. Trabajó en escuelas como Doctor Pedro Noriega y Simón de la Garza Melo, así como en la Secundaria #1 donde además de docente fue directora, cargo que mantuvo durante el proceso de la reforma escolar a la educación secundaria en Nuevo León. Posteriormente se desempeñó como ejerció como inspectora de segunda enseñanza.
Chapa fue la primera mujer en desempeñar una diputación local propietaria en el Congreso de Nuevo León durante la Legislatura LVII (1964-1967), antes de eso las mujeres participaron en algunas legislaturas pero solo como suplentes de diputados.